# Соловьёв, Александр Васильевич (политик)
Александр Васильевич Соловьёв (18 июня 1950, село Алнаши, Алнашский район, Удмуртская АССР, РСФСР, СССР — 24 июля 2023, Ижевск, Удмуртская Республика, Россия) — российский государственный деятель. Глава Удмуртской Республики с 22 сентября 2014 по 4 апреля 2017 (временно исполняющий обязанности главы Удмуртской Республики с 19 февраля по 22 сентября 2014). Отрешён от должности в связи с утратой доверия Президента Российской Федерации 4 апреля 2017 года.
Председатель Государственного Совета Удмуртской республики IV и V созывов (2007—2013), представитель Удмуртской Республики в Совете Федерации (2013—2014).

## Биография
Родился 18 июня 1950 года. По национальности — удмурт. Учился в Киевском суворовском военном училище, из которого был отчислен в 1966 году по отрицательным мотивам и переведён в Калининское суворовское военное училище (Кл СВУ). В 1968 году, после проведения общего собрания коллектива суворовцев, с которыми он учился, был отчислен из Кл СВУ также по отрицательным мотивам. Срочную военную службу в ВС СССР проходил в 1969—1970 годах, уволен в запас. В 1970-е годы работал формовщиком-литейщиком на Ижевском электромеханическом заводе и заводе «Редуктор», стропальщиком Алнашской передвижной механизированной колонны № 5 объединения «Удмуртколхозстрой»; с 1979 года перешёл в ПО «Удмуртавтодор», проделав путь от механика, прораба до начальника управления. В 2003 году избран в Государственный Совет Удмуртской Республики, практически сразу став первым заместителем председателя; в 2007 году вновь избран и наделён полномочиями председателя. Переизбран на эту должность в 2012 году.
28 апреля 2013 года фракцией «Единая Россия» при поддержке Президента республики А. А. Волкова был предложен для наделения полномочиями представителя законодательной власти Удмуртии в Совете Федерации. Фракции КПРФ и ЛДПР в голосовании не участвовали, так как, по их мнению, выдвижение кандидата фракцией «Единая Россия» без обсуждения являлось нарушением регламента; также их представители заявляли, что Александр Соловьёв мог бы принести больше пользы на нынешней должности. В итоге он был утверждён в должности 62 голосами против 2 при 15 бойкотировавших голосование.
19 февраля 2014 года назначен временно исполняющим обязанности главы Удмуртской Республики.
1 августа 2014 года А. Соловьёв был зарегистрирован кандидатом в выборах главы Удмуртской Республики, которые прошли в сентябре 2014 года в единый день голосования. По результатам выборов, Александр Васильевич одержал безоговорочную победу, набрав 84,84 % голосов избирателей участвовавших в голосовании. Протокол о признании Александра Соловьёва Главой республики и о состоявшихся выборах подписан во второй половине понедельника, 15 сентября.
С 7 апреля по 10 ноября 2015 года — член президиума Государственного совета Российской Федерации.
Скончался 24 июля 2023 года на 74-м году жизни в больнице в результате продолжительной болезни.Похоронен на Южном кладбище Ижевска.

## Уголовное дело
4 апреля 2017 года Следственный комитет России возбудил уголовное дело в отношении А. Соловьёва по части 6 статьи 290 УК РФ («Получение взятки должностным лицом, занимающим государственную должность Российской Федерации, в особо крупном размере»), подозреваемый задержан и этапирован в Москву. В тот же день отрешён от должности в связи с утратой доверия Президента Российской Федерации. В отношении Соловьёва судом избрана мера пресечения в виде заключения под стражу. Президиум регионального политсовета «Единой России» также принял решение о приостановлении членства в партии задержанного за взятку экс-главы Удмуртии Александра Соловьева на время следственных действий.
9 августа был переведён под домашний арест по состоянию здоровья.
3 апреля 2018 года Главным управлением по расследованию особо важных дел Следственного комитета Российской Федерации было предъявлено обвинение Александру Соловьёву по делу о двух эпизодах получения взятки должностным лицом, занимающим государственную должность Российской Федерации, в особо крупном размере.
Во второй половине 2019 года у экс-главы снова ухудшилось здоровье, сообщалось о его экстренной госпитализации.
В октябре 2019 года было завершено рассмотрение доказательств стороны обвинения. Судом было допрошено 123 свидетеля, объём уголовного дела составил 65 томов.
27 и 28 января 2020 года на судебных заседаниях подсудимый Соловьёв выразил своё отношение к предъявленному обвинению, заявив, что не виновен в совершении преступлений, в которых он обвиняется. Очередной срок домашнего ареста Александра Соловьёва должен был завершиться 20 марта, однако с 19 марта из-за угрозы распространения коронавируса в Удмуртии срок меры пресечения был продлён на 3 месяца — до 20 июня. 16 июня срок домашнего ареста бывшего главы Удмуртии Александра Соловьёва был продлён до 20 сентября 2020 года.
Осуждён приговором Завьяловского районного суда от 12 октября 2020 года по уг.делу № 1-2/2020. Путем частичного сложения назначенных наказаний окончательно Соловьёву А. В. назначено 10 лет лишения свободы со штрафом в размере 275 000 000 (двести семьдесят пять миллионов) рублей с отбыванием основного наказания в исправительной колонии строгого режима. Апелляционным определением Верховного суда Удмуртской Республики по делу № 22-58/2021 приговор оставлен без изменения, апелляционные жалобы и дополнения к ним без удовлетворения.
18 марта 2021 года освобождён от отбывания наказания в виде лишения свободы из-за тяжёлой болезни.

## Знаки отличия
- Орден Дружбы;
- Заслуженный строитель Российской Федерации;
- Почётный дорожник России;
- Почётные грамоты Президиума Верховного Совета УАССР, Государственного Совета Удмуртской Республики, Правительства Удмуртской Республики;
- Знак отличия «Парламент России»;
- Почётный гражданин Алнашского и Балезинского районов Удмуртской Республики.